# Łoniów-Kolonia
Łoniów-Kolonia (do 31 grudnia 2000 roku Kolonie) – wieś w Polsce, położona w województwie świętokrzyskim, w powiecie sandomierskim, w gminie Łoniów.
| SIMC    | Nazwa     | Rodzaj    |
| ------- | --------- | --------- |
| 0797949 | Piotrówka | część wsi |

W latach 1975–1998 miejscowość administracyjnie należała do województwa tarnobrzeskiego.
Przez miejscowość przebiega droga krajowa nr 9 z Radomia do Rzeszowa.